# Michael Van Staeyen
Michael Van Staeyen (Ekeren, Anvers, 13 d'agost de 1988) és un ciclista belga professional des del 2010 i actualment a l'equip Cofidis. És net de Joseph Van Staeyen i nebot Ludo Van Staeyen, ambdós també ciclistes professionals.

## Palmarès
- 2009
  - Vencedor d'una etapa de l'Istrian Spring Trophy
  - Vencedor d'una etapa de la Volta a Lleó
- 2010
  - 1r a la Stadsprijs Geraardsbergen
  - 1r al Memorial Rik Van Steenbergen
  - Vencedor d'una etapa de la Volta a Dinamarca
- 2013
  - Vencedor d'una etapa de l'Étoile de Bessèges
- 2014
  - 1r a la Fletxa costanera